# The Braxtons
Cet article possède un paronyme, voir Braxton.
The Braxtons est un groupe de R&B des années 1990 formé de Toni Braxton et ses quatre sœurs : Traci Braxton, Trina Braxton, Towanda Braxton et Tamar Braxton. En 1991, Toni se lance dans une carrière solo et quitte le groupe, suivi de Traci. Les sœurs restantes enregistrent l'album So Many Ways en 1996, avant de se séparer en 1998, afin que Tamar puisse poursuivre sa carrière solo. Cependant, les membres ont continué à chanter et à agir dans divers autres projets.
En janvier 2011, la chaîne WE tv confirme qu'elle a signé avec Toni Braxton pour une série de télé-réalité, intitulée Braxton Family Values, basée d'après les relations entre Toni, sa mère Evelyn et sœurs : Traci, Trina, Towanda et Tamar. La série débute le 12 avril 2011 et attire 350 000 spectateurs, ce qui est un énorme succès d'audiences pour cette chaîne du câble. De ce fait, elle est renouvelée pour plusieurs saisons supplémentaires et à même le droit à une série dérivée prénommée Tamar & Vince, basée sur la vie de Tamar Braxton, qui débute le 19 décembre 2011.
Grâce à ce succès, les carrières solos des cinq sœurs sont alors relancées.
En octobre 2015, le groupe en tant que cinq membres, incluant : Toni, Tamar, Traci, Trina et Towanda, sort un album de Noël intitulé Braxton Family Christmas. L'annonce a créé l'évènement, car c'est la 1re fois que le groupe rechantera en tant que quintet, après 25 ans d'absence et de projets solos,.

## Biographie

### Enfance
Les sœurs Braxtons composée de sœurs : Toni (née en 1967), Traci (née en 1971), Towanda (née en 1973), Trina (née en 1974) et Tamar (née en 1977), ont été élevées dans une famille religieuse stricte.
Elles sont nées à Severn, dans le Maryland. Leurs père, Michael Conrad Braxton, Sr., était méthodiste, et travailleur en entreprise, et leur mère, Evelyn Jackson, originaire de Caroline du Sud, était une ancienne chanteuse d'opéra et cosmétologue, ainsi que d'un pasteur. Le grand-père maternel de Braxton était aussi pasteur.

### 1989–1991: Début de carrière et changements
Toni, Traci, Towanda, Trina et Tamar ont signé leur premier contrat d'enregistrement avec Arista Records en 1989 sous le nom de groupe The Braxtons. En 1990, le groupe sort son premier single, intitulé Good Life, qui est le seul et unique titre en tant que quintette. Good Life s’érige à la 79e place du Billboard Hot R & B / Hip-Hop Singles. Au moment de la sortie du single, les différences d'âge des membres ont créé un problème avec le marketing. Par la suite, The Braxtons se sépare de Arista Records.
En 1991, au cours d’un showcase avec Antonio "L. A." Reid et Kenneth "Babyface" Edmonds, qui étaient dans le processus de formation de LaFace Records, Toni Braxton, l'ainée du groupe, a été choisie et signée comme première artiste féminine du label. À l'époque, les membres restants ont été informés que LaFace Records ne cherchait pas un autre groupe de fille, car il venait de signer TLC,.

### 1992–1995: The Braxtons 4 et grossesse de Traci
Après le départ de Toni, du groupe en 1991, les membres restants sont devenus les choristes pour la première tournée américaine de Toni. Traci, Towanda, Trina et Tamar apparaissent également dans la vidéo du troisième single de leur sœur Toni Braxton, Sept Whole Days, extrait de son premier album éponyme album. En 1993, le vice-président de LaFace Records, Bryant Reid, a signé le groupe The Braxtons sur le label,. Toutefois, le groupe n'a jamais sorti un album ou un single pour ce label,. Lorsque Reid a ensuite travaillé pour Atlantic Records, il convainc les dirigeants de LaFace Records de reprendre le groupe et de le signer sur Atlantic Records,. Il a été rapporté dans le magazine Vibe que, en 1995, Traci Braxton avait quitté le groupe pour poursuivre une carrière en tant que conseiller auprès des jeunes. Cependant, il n'a pas été confirmé jusqu'à un aspect promotionnel 2011 sur le Mo'Nique Show, que Traci n'a pas été autorisé à signer avec Atlantic en raison de sa grossesse à l'époque.

### 1996–1997:1eralbumSo Many Ways
En juin 1996, Tamar, Trina et Towanda reviennent avec un premier album intitulé So Many Ways, qui est également le même titre que son premier single. Sortit le 13 aout 1996, l'album a culminé à la 26e place du Billboard R&B/Hip-Hop Albums charts. Au moment de sa sortie, Reid dit au Billboard Magazine : "J’ai eu une vision pour elles alors qui était sur une jeune sophistication avec sex-appeal". So Many Ways inclus production de Jermaine Dupri et Daryl Simmons, Christopher Stewart et Sean "SEP" Hall. L'album contient également une reprise du succès de Diana Ross The Boss et la chanson de Klymaxx I'd Still Say Yes. Le premier single de l’opus est So Many Ways. La vidéo musicale, qui a été réalisée par Cameron Casey, bénéficie de l’apparition de l’acteur Mekhi Phifer. Le groupe a aussi réalisé une version remixée de So Many Ways avec le rappeur Jay-Z, le 9 septembre 1996, lors de la cérémonie des Soul Train Lady of Soul Awards. Le single a été également utilisé comme le morceau d'ouverture pour la bande originale du film de comédie High School High. So Many Ways atteint la 83e place du Billboard Hot 100 en 1996, le 22e rang du Billboard R&B et la 32e position des classements anglais en janvier 1997.
Le second single de l’opus Only Love, sort le 25 janvier 1997 et atteint la 52e place du Billboard R&B / Hip-Hop Songs Chart. Un remix de leur single The Boss, produit par Masters at Work, atteint la 1re marche du Billboard Dance / Club Play Chart en début d’année 1997. Slow Flow, le dernier était single, culmine au 26e rang des classements britanniques en juillet 1997, devenant leur plus haut succès au Royaume-Uni. The Braxtons est également apparu en première partie  des concerts de la tournée européenne ‘’Secrets Tour’’, de leur sœur Toni en 1997.

### 1998–2010: Séparation et autres projets
The Braxtons décide alors de se séparer, afin que Tamar, puisse poursuivre une carrière solo avec DreamWorks Records en 1998. Cependant, les membres ont continué à chanter et à agir dans divers autres projets.
Trina commence une carrière d'actrice en apparaissant dans la pièce de théâtre Meet The Brown. La même année, elle obtient un rôle dans la pièce de théâtre Rise et interprète le rôle de Deena Jones dans la comédie musicale Dreamgirls. En 2005, elle interprète le rôle de Kiana dans le film Jail Party, sortit directement en DVD et le rôle de Dawn dans le film The Walk. En 2009, elle obtient un petit rôle dans le film I Can Do Bad All by Myself où elle interprète un membre du groupe chantant aux côtés du personnage de Tanya, joué par Mary J. Blige.
Towanda apparait dans la saison 2 de la télé-réalité. Elle enregistre également un titre en solo prénommé Here I Am et devient présentatrice de la radio de Wendy williams. En septembre 2005, le site web People reporte que Towanda était enceinte.
Traci intervient pour les causes des enfants handicapés, du cancer, du diabète, participe en tant que conférencière à divers organismes de bienfaisance afin d'aider les femmes à travers le monde qui sont confrontées à des violences domestiques.
Tamar sort en 2000, son premier album intitulé Tamar. La même année, elle apparaît en tant qu’invitée dans le vidéoclip du hit He Wasn't Man Enough de sa sœur Toni Braxton, ainsi qu’en tant que choriste et auteur sur les opus The Heat de Toni Braxton, Snowflakes, More Than a Woman, Libra de Toni Braxton. Tamar Braxton a travaillé sur de nombreux projets solos durant ces années, en signant sur des labels tels que Casablanca Records et Universal Records, aboutissant à de nombreuses annulations.
En 2010, elles apparaissent toutes avec leur mère Evelyn, dans le vidéo clip Make My Heart, de son autre sœur Toni.

### 2011–Présent: Télé-réalité à succès et retour via l'album de NoëlBraxton Family Christmas
En janvier 2011, la chaîne WE tv confirme qu'elle a signée Toni Braxton pour une série de télé-réalité, intitulée Braxton Family Values, basée d'après les relations entre Toni, sa mère Evelyn et sœurs : Traci, Trina, Towanda et Tamar. La série débute le 12 avril 2011 et attire 350 000 spectateurs, ce qui est un énorme succès d'audiences pour cette chaîne du câble. De ce fait, elle est renouvelée pour plusieurs saisons supplémentaires et a même le droit à une série dérivée prénommée Tamar & Vince, basée sur la vie de Tamar Braxton, qui débute le 19 décembre 2011.
En juillet 2014, lors de la 4e saison de la télé-réalité à succès Braxton Family Values, il est confirmé que les sœurs Braxtons travaillent ensemble à l’élaboration d'un album gospel.
En octobre 2015, il est confirmé que le groupe en tant que cinq membres, incluant : Toni, Tamar, Traci, Trina et Towanda, sort un album de noël intitulé Braxton Family Christmas, prévu pour le 30 octobre 2015. L'annonce a créé l'évènement, car c'est la 1re fois que le groupe rechantera en tant que quintet, après 25 ans d'absence et de projets solos,. Braxton Family Christmas débute à la 27e place du Billboard R&B/Hip-Hop Albums, au 10e rang du US R&B Chart et atteint la 12e position du US Top Holiday Albums le 21 novembre 2015,. Il atteint la 1re meilleure position au Heatseekers Albums le 12 décembre 2015.

## Membres
|  | Tamar Braxton (1989–1998, 2010–présent)   |
|  | Trina Braxton (1989–1998, 2010–présent)   |
|  | Towanda Braxton (1989–1998, 2010–présent) |
|  | Traci Braxton (1989–1995, 2010–présent)   |
|  | Toni Braxton (1989–1991, 2014–présent)    |

## Discographie

### Albums
- 1996 : So Many Ways
- 2015 : Braxton Family Christmas

### Singles
- 1990 : The Good Life
- 1997 : So Many Ways
- 1997 : Only Love
- 1997 : The Boss
- 1997 : Slow Flow
- 2015 : Every Day Is Christmas